# Vue sur la baie de Tanger
Vue sur la baie de Tanger est un tableau réalisé par le peintre français Henri Matisse en 1912. Cette huile sur toile est un paysage qui représente Tanger et son port sur la baie de Tanger. Léguée par Marcel Sembat et Georgette Agutte en 1923, l'œuvre est aujourd'hui conservée au musée de Grenoble, à Grenoble.